# رسالة شختر
رسالة شيختر والمعروفة أيضًا باسم رسالة جينيزا أو وثيقة كامبريدج هي وثيقة اكتشفها في جينيزا القاهرة سليمان شيختر [الإنجليزية] في عام 1912. هي رسالة خزرية مجهولة المصدر تناقش عدة أمور بما في ذلك حروب أوائل أربعينيات القرن التاسع، والتي شملت الإمبراطورية البيزنطية، وخاقانية الخزر، وكييف روس. وقد ناقش العلماء صحة هذا الحديث.

## الرسالة
وقد تم تفسير رسالة شختر على أنها بلاغ من مؤلف خزري لم يتم ذكر اسمه إلى شخصية يهودية لم يتم تحديد هويتها. يعتقد البعض أن رسالة شختر كانت موجهة إلى حسداي بن شبروط من الخزر القسطنطيني بعد محاولته الأولى الفاشلة في مراسلة ملك الخزر يوسف (طالع مراسلات الخزر).
وقد لاحظت بعض الدراسات التاريخية الحديثة أن الأسماء تعكس التقاليد الصوفية اليهودية، وأن الافتقار إلى أي مصادر تاريخية تدعم روايتها قد يضعها في تقليد الكتابة الخيالية عن القبائل المفقودة في إسرائيل.
تم تضمين الرسالة في مجموعة جينيزا التي تبرع بها شختر لجامعة كامبريدج في عام 1898. إن معظم المجموعة غير قابلة للقراءة ولم يتبق منها سوى كتلتين من النص. وهذا يجعل التعرف على طبيعة الرسالة أو البيان أو الأسطورة بشكل دقيق أمرًا غير واضح.

## نص التحويل
تحتوي رسالة شختر على سرد للتحول الخزري يختلف عن السرد الموجود في مراسلات الخزر والكوزاري (الحجة والدليل). في رواية رسالة شختر، هاجر اليهود من بلاد فارس وأرمينيا إلى الخزر هربًا من الاضطهاد، حيث اختلطوا بالخزر الرحل، وفي النهاية اندمجوا معهم بشكل كامل تقريبًا. ثم نشأ زعيم حرب قوي (في رسالة شختر، اسمه سبرييل)، والذي نجح في تعيين نفسه حاكمًا للخزر. كان سبرييل ينحدر من سلالة المستوطنين اليهود الأوائل، وأقنعته زوجته سيراخ [الإنجليزية] باعتناق اليهودية، فتبعه شعبه في اتباعها. إن ما جاء في الرسالة ضاع إلى حد كبير باستثناء بعض الأجزاء.
ولا تتطابق رواية مملكة الخزر مع أي مصدر إسلامي أو يهودي أو بيزنطي من تلك الفترة فيما يتعلق بحروب الهجرة. وهو يختلف أيضًا بشكل جذري عن كل المصادر المزعومة الأخرى حول تحول الخزر إلى اليهودية وفي تسمية الطبقة الحاكمة. تشير أسماء الشخصيات المعنية، حيث أن سابرييل هو اسم ملاك في التقليد الصوفي اليهودي، وسراح هو شخصية توراتية، والادعاء بالنسب إلى سبط شمعون الذي سُجِّلت وفاته في الكتاب المقدس، إلى أن النص مصدر غير موثوق به ومتأثر بشدة بتقاليد يهودية غنية بتحقيق الرغبات والكتابة الصوفية عن القبائل العشر المفقودة في إسرائيل.

## HLGW ورومانوس
القسم المهم التالي من الرسالة الذي بقي على قيد الحياة يحكي عن حدث حديث (بالنسبة للمؤلف) - غزو الخزر من شخص يُدعى HLGW (على الأرجح أوليغ)، أمير (نياز) من روس، بتحريض من الإمبراطور البيزنطي رومانوس الأول ليكابينوس. ربما كان رومانوس، مضطهد اليهود، يسعى إلى مواجهة انتقام الخزر بسبب سياساته. وبحسب الرسالة، هُزمت جماعة HLGW على يد الجنرال الخزري بيساخ [الإنجليزية] في منطقة تامان. وفي مواجهة خطر الإعدام على يد الخزر، وافق HLGW على مهاجمة القسطنطينية (في الواقع، حدث مثل هذا الهجوم في عام 941)، حيث هزم وهرب إلى بلاد فارس، ومات هناك. إذا كان أوليغ هو هيلجي (HLGW) بالفعل وشارك في هذه الحروب، فإن رسالة جينيزا تتعارض مع السجل الأولي، الذي يزعم أن أوليغ توفي في عام 912، بينما يزعم سجل نوفغورود الأول [الإنجليزية] أنه توفي في عام 922. 

## تداعيات النص
وإذا أخذنا هذه الرسالة حرفيًّا وليس باعتبارها أسطورة عن القبائل المفقودة، فإنها تتحدى الرواية التقليدية عن الخزر. أولًا، تفترض نسخته من التحول وجود أصل يهودى جزئيًا للمعاصرين الخزر للمؤلف. سواء كانت هذه الرواية دقيقة أم لا، فهي تشير إلى أن الخزر اعتبروا أنفسهم أعضاء متكاملين تمامًا في يهود العالم.
تذكر الرسالة أنه في الأيام الأولى بعد تحول الخزر إلى اليهودية، كان بعض الألانيين يمارسون اليهودية بالفعل، لدرجة أن الألانيين جاءوا لإنقاذ الخزر من أعدائها (الأسطر 52-53). وهذا هو الدليل الوحيد الذي يؤكد سجل بنيامين التطيلي عن اليهودية في ألانيا.
بالإضافة إلى ذلك، إذا كان HLGW في النص يشير إلى أوليغ (هيلجي)، وشارك في هذه الحروب، فإن رسالة جينيزة ستكون على خلاف مع السجل الأولي، الذي يزعم أن أوليج توفي في عام 912، بينما يزعم سجل نوفغورود الأول [الإنجليزية] أنه توفي في عام 922.  بدلاً من خليفته إيغور كييف الذي حكم من عام 912 حتى مقتله في عام 944، كما يدعي السجل الأولي ، استنتج قسطنطين زوكرمان (1995) أن إيغور حكم فقط من صيف عام 941 إلى شتاء عام 945.  في السنوات السابقة، تجاهل العديد من العلماء رواية رسالة شيختر؛  اقترح زوكرمان أن رواية رسالة شيختر تتناغم مع العديد من المصادر الروسية الأخرى، وتشير إلى صراع داخل نظام روسيا المبكر بين الفصائل الموالية لأوليج وإيجور، وهو الصراع الذي خسره أوليج في النهاية. افترض زوكرمان أنه لا بد من إعادة تحديد التسلسل الزمني المبكر للروس في ضوء هذه المصادر. ومن بين معتقدات زوكرمان وآخرين قاموا بتحليل هذه المصادر أن الخزر لم يفقدوا كييف حتى أوائل القرن العاشر (بدلاً من 882، التاريخ التقليدي)، وأن إيغور لم يكن ابن روريك بل كان من نسل أكثر بعدًا، وأن أوليج لم يتبع روريك مباشرة، بل إن هناك جيلًا ضائعًا بين سيد فارانجيان الأسطوري وخلفائه الموثقين.

## قراءة إضافية
- Brook، Kevin Alan (2006). The Jews of Khazaria (ط. 2nd). Lanham: Rowman & Littlefield. ISBN:0-7425-4981-X.
- Dunlop، Douglas M. (1954). The History of the Jewish Khazars. Princeton, NJ: Princeton University Press.
- Golb، Norman؛ Pritsak، Omeljan (1982). Khazarian Hebrew Documents of the Tenth Century. Ithaca: Cornell Univ. Press. ISBN:0-8014-1221-8.
- Zuckerman، Constantine (1995). "On the Date of the Khazar's Conversion to Judaism and the Chronology of the Kings of the Rus Oleg and Igor". دورية الدراسات البيزنطية  [لغات أخرى]‏. ج. 53: 237–270. DOI:10.3406/rebyz.1995.1906. مؤرشف من الأصل في 2025-04-18.{{استشهاد بدورية محكمة}}:  صيانة الاستشهاد: علامات ترقيم زائدة (link)
- Ostrowski، Donald (2018). "Was There a Riurikid Dynasty in Early Rus'?". Canadian-American Slavic Studies. ج. 52 ع. 1: 30–49. DOI:10.1163/22102396-05201009. مؤرشف من الأصل في 2025-01-25.
- Stampfer, Shaul (2013). "Did the Khazars Convert to Judaism?". Jewish Social Studies (بالإنجليزية). 19 (3): 1–72. DOI:10.2979/jewisocistud.19.3.1. JSTOR:10.2979/jewisocistud.19.3.1. S2CID:161320785.

## روابط خارجية
- قائمة فهرسية الدراسات الخزرية
- الإدراك الذاتي الخزري: دراسة لنص شيختر